# 切符
切符（日语： Kippu，3月31日—），日本插畫家、漫畫家。Straight Edge所屬。主要從事輕小說插畫工作。她還經營著一個名為「ticketchan」的同人社團。目前在Frontwing工作。

## 來歷、人物
她從小就喜歡畫畫，中學時期遇到了一位插畫家，對她影響很大，於是決定自己也成為插畫家。
她喜愛修道服並夢想在她的作品中畫很修女裝。

## 作品列表

### 插圖集
- （SB Creative，2014年）

### 插畫
- 《G.L.》系列（〈Super Dash文庫〉，著：長野聖樹）
- （〈GAGAGA文庫〉，著：陸凡鳥）
- 《農林》系列（〈GA文庫〉，著：白鳥士郎）
- 系列[注 1][3]（〈電撃文庫〉）
- 《對魔導學園35試驗小隊》系列系列（〈富士見Fantasia文庫〉，著：柳實冬貴）
- 附錄朗讀CD（〈海王社文庫〉，著：太宰治，朗讀：花澤香菜）
- （〈Fami通文庫〉，著：石川博品）
- （〈英雄文庫〉，著：弘松涼）
- （〈PonyCan BOOKS〉）
- （〈角川Sneaker文庫〉，著：Kamitsuki Rainy（日语：カミツキレイニー））
- （〈講談社輕小說文庫〉，著：川田戲曲）
- （〈富士見Fantasia文庫〉）
- （〈DASH X文庫（日语：ダッシュエックス文庫）〉）
- （〈幻冬舍Comics〉，著：緋月紫砲）
- （〈星海社FICTIONS（日语：星海社FICTIONS）〉，著：宮田真砂）
- （〈EARTH STAR LUNA〉）
- （〈星海社FICTIONS〉，著：宮田真砂）
- （〈角川豆子文庫（日语：角川ビーンズ文庫）〉）
- （〈星海社FICTIONS〉，著：宮田真砂）

### CD封套
- 廣播劇CD《農林》（HOBiRECORDS，2012年4月27日[4]）
- （ave;new，2012年6月8日／僅封底）

### 漫畫
- （《月刊GANGAN JOKER》2009年8月號）
- 農林（《YOUNG GANGAN Comics》，繪：亞櫻丸（日语：亜桜まる））—第1冊特別插圖。

### 遊戲
- 《弧光之源 無限（日语：ルミナスアーク インフィニティ）》人物設定
- 《聖火降魔錄 英雄雲集》部分人物設定
- 《麗露婭與夏夏的純白謊言》人物設定、原畫

### 其它
- 人物原案（名古屋競技場（日语：名古屋競輪場）／KDreams（日语：Kドリームス））
- 網路廣播「大坪由佳的TuBonjour」人物設定等[5]
- 電視動畫《在地下城尋求邂逅是否搞錯了什麼》第5話片尾插圖
- 電視動畫《Gamers 電玩咖！》第4話片尾插圖
- 電視動畫《百合是我的工作！》第6話片尾插圖

## 腳註

## 外部連結
- 切符的同人社團『ticketchan』公式官網 （页面存档备份，存于） （日語）
- TICKETCHAN，存于 （日語）—切符的官方個人部落格。
- 切符的pixiv （日語）
- 切符的X（前Twitter） （日語）